# Battaglia di Nagara-gawa
La battaglia di Nagara-gawa (長良川の戦い?, Nagara-gawa no Tatakai) si svolse nel 1556 nel fiume Nagara nella provincia di Mino. Fu combattuta tra Saitō Dōsan e suo figlio Saitō Yoshitatsu.

## Antefatti
Nel 1542 Dōsan divenne rappresentante del clan Toki e governò di fatto l'intera provincia di Mino. All'inizio l'erede designato era suo figlio Yoshitatsu ma nel 1555 iniziò a pensare di cambiare l'eredità verso un suo figlio minore oppure a Oda Nobunaga che aveva sposato una sua figlia.

## La battaglia
Yoshitatsu, che a quel tempo viveva al castello di Sagiyama, scoprì i piani del padre e nel 1556 uccise due suoi fratelli minori iniziando una guerra con Dōsan. Yoshitatsu riuscì ad avere dalla sua parte la maggior parte dei soldati del clan Saitō, attaccando con circa 17 500 soldati il padre che ne aveva circa 2 700.
Yoshitatsu vinse facilmente la battaglia che si concluse con la morte di Dōsan. Il genero di Dōsan, Oda Nobunaga, mandò delle truppe in aiuto del suocero ma non arrivarono in tempo per aiutarlo.